# VoIP

Diversity of voice technologies connected through the Internet

VoIP (viết tắt của Voice over Internet Protocol, nghĩa là Truyền giọng nói trên giao thức IP) là công nghệ truyền tiếng nói của con người (thoại) qua mạng máy tính sử dụng bộ giao thức TCP/IP. Nó sử dụng các gói dữ liệu IP (trên mạng LAN, WAN, Internet) với thông tin được truyền tải là mã hoá của âm thanh.
Công nghệ này bản chất là dựa trên chuyển mạch gói, nhằm thay thế công nghệ truyền thoại cũ dùng chuyển mạch kênh. Nó nén (ghép) nhiều kênh thoại trên một đường truyền tín hiệu, và những tín hiệu này được truyền qua mạng Internet, vì thế có thể giảm giá thành.
Để thực hiện việc này, điện thoại IP, thường được tích hợp sẵn các nghi thức báo hiệu chuẩn như SIP hay H.323, kết nối tới một tổng đài IP (IP PBX) của doanh nghiệp hay của nhà cung cấp dịch vụ. Điện thoại IP có thể là điện thoại thông thường (chỉ khác là thay vì nối với mạng điện thoại qua đường dây giao tiếp RJ11 thì điện thoại IP nối trực tiếp vào mạng LAN qua cáp Ethernet, giao tiếp RJ45) hoặc phần mềm thoại (soft-phone) cài trên máy tính.

## VoIP tại Việt Nam
Các dịch vụ như gọi 171 (VNPT), 177 (SPT), 178 (Viettel), 175 (VISHIPEL) ở Việt Nam đều là các dịch vụ sử dụng phương thức này. Tuy nhiên VoIP cũng có những nhược điểm của nó. Đó là chất lượng âm thanh chưa được đảm bảo, vẫn còn tình trạng trễ tiếng. Một số công ty cung cấp VoIP tại Việt Nam đã cố gắng cung cấp cho khách hàng chất lượng thoại VoIP ngày càng tốt hơn.
Ngày 29/09/2010 Công ty Điện toán và Truyền số liệu VDC – Thành viên của Tập đoàn Bưu chính Viễn thông Việt Nam (VNPT) đã tổ chức buổi lễ khai trương dịch vụ thẻ gọi điện thoại trong nước, quốc tế mới với tính năng roaming tại nước ngoài – Fone1718.
Dịch vụ đáp ứng được nhiều tiện ích tối đa cho người dùng với nhiều tính năng vượt trội mà từ trước đến nay chưa từng có tại Việt Nam.
Các giao thức dùng trong VoIP: sip, mgcp, h323.
Giao thức H323 không chỉ được dùng trong truyền tiếng nói mà còn được dùng để truyền video trên nền mạng IP (giải pháp video conference)

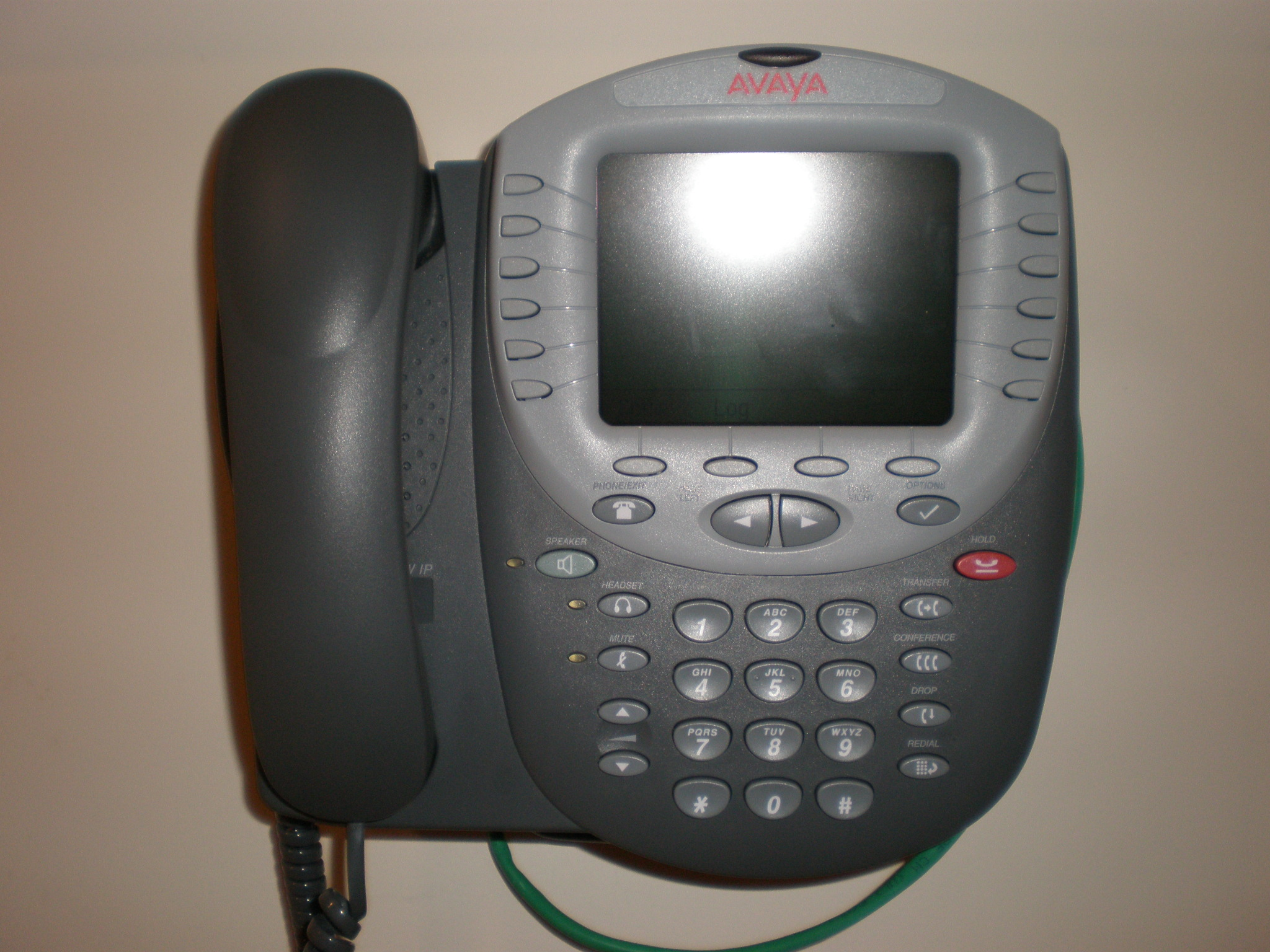
Avaya VoIP Phone 4625

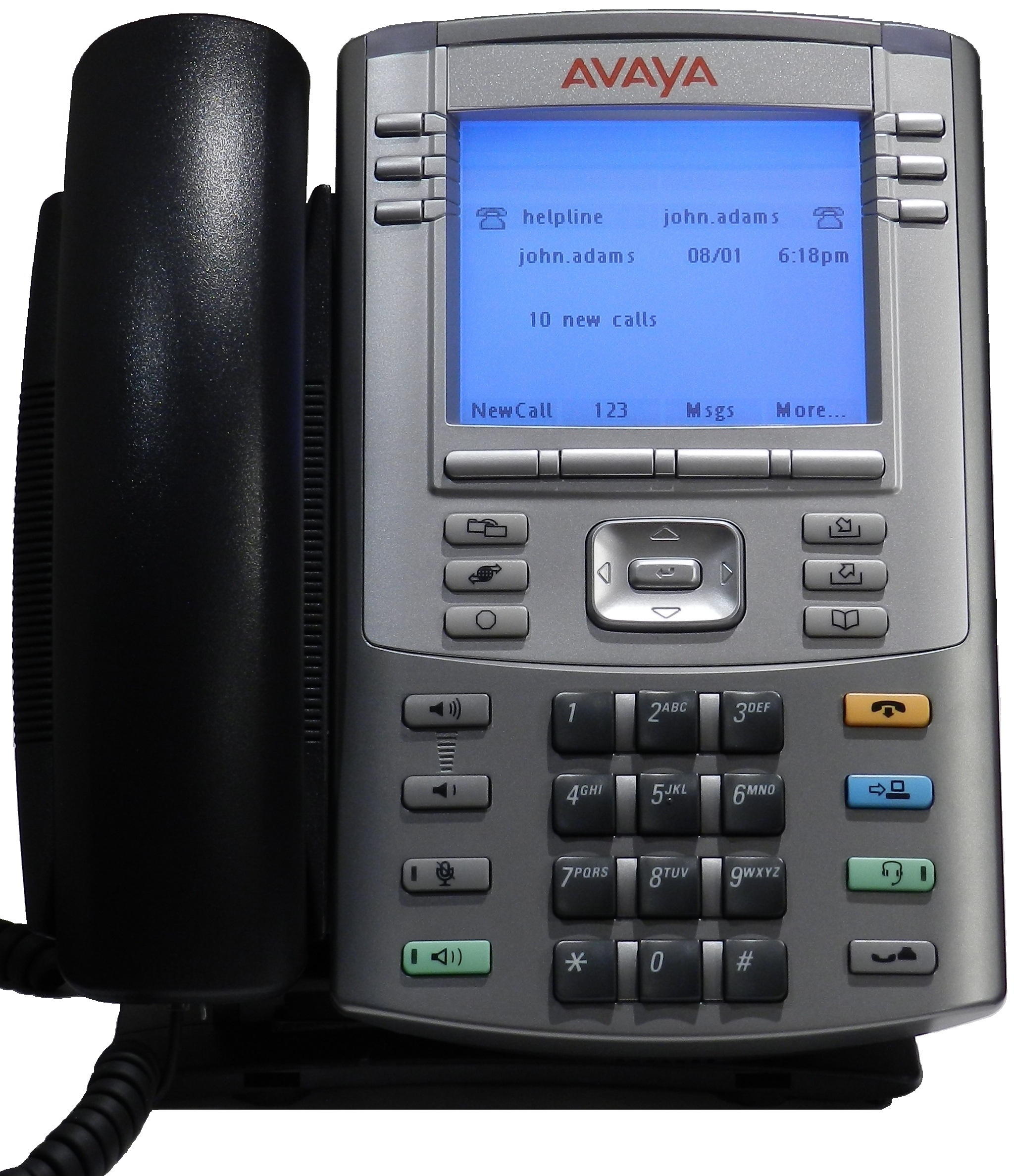
1140E VoIP Phone

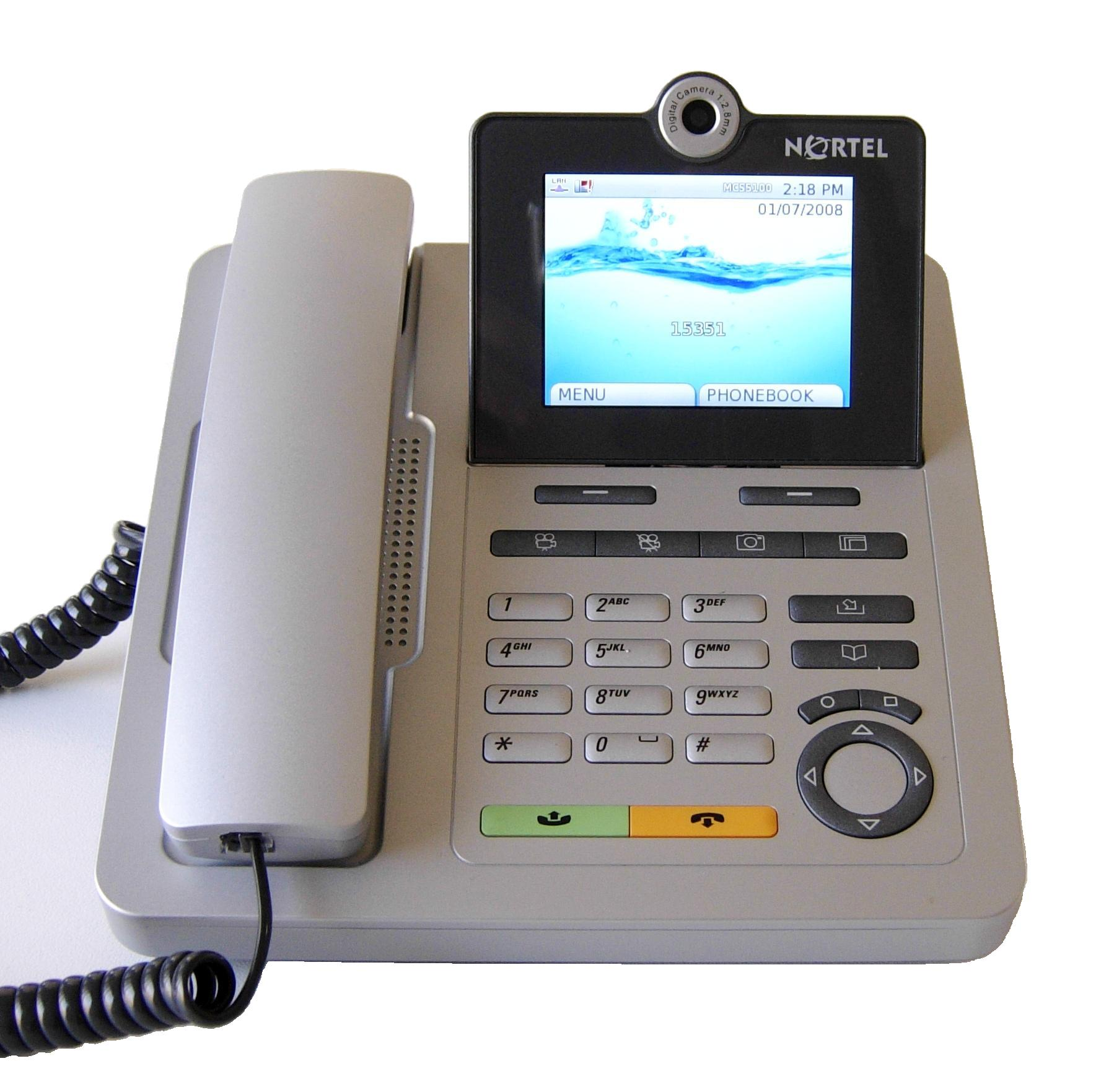
1535 Video over IP Phone

|  |  |  |

## Phần mềm ứng dụng VoIP
Ứng dụng VoIP sử dụng trên máy tính cá nhân đầu tiên được phát triển năm 1995 bởi một công ty của Israel có tên là VocalTel. Ứng dụng VoIP đầu tiên này nói chung còn gặp phải nhiều vấn đề như: trễ lớn, chất lượng thoại còn thấp và không tương thích với các mạng ngoài. Mặc dù vậy, sự ra đời của nó cũng là một bước đột phá quan trọng. Kể từ đó đến nay, cùng với sự phát triển của công nghệ cáp quang với các đường truyền băng rộng công nghệ VoIP có nhiều thuận lợi để phát triển trở thành phương thức thoại tốt, chi phí thấp hơn rất nhiều so với phương thức thoại truyền thống.

## An toàn công cộng và phong tỏa của chính phủ
Vì con số điện thoại không còn bị ràng buộc vào địa điểm, mã quốc gia phụ thuộc hoàn toàn vào các nhà cung cấp SIP. Do đó dựa vào các mã quốc gia không tìm ra được (thí dụ 49 cho Đức), từ đâu điện thoại thực sự gọi đến. Theo các nguồn tin tình báo, vì vậy các nhóm khủng bố thường sử dụng VoIP để liên lạc với nhau. Từ những tài liệu rò rỉ của Edward Snowden cho thấy rằng, NSA và GCHQ theo dõi từ năm 2008, các kênh VoIP khác nhau của các trò chơi trực tuyến. Xung quanh các vụ tấn công Paris tháng 11 năm 2015 Bộ trưởng Bộ Nội vụ Bỉ Jan Jambon cho biết, ISIL ngày càng sử dụng các tính năng VoIP của PlayStation 4, Party Chat. Đặc biệt là ở các nước Ả Rập, ngày càng nhiều các ISP chặn điện thoại IP, chẳng hạn như Maroc Telecom của Maroc.

## Các khái niệm liên quan
- Tổng đài điện thoại IP
- Asterisk (PBX)